# Урюмканський хребет
Урюмканський хребет — гірський хребет на південному сході Забайкальського краю Росії, в межиріччі Урюмкана та Урова.
Хребет починається в правобережжі верхньої течії річки Газимур, при впадінні в неї правої притоки річки Зола, і тягнеться 210 км в північно-східному напрямку до річки Аргунь. Ширина хребта змінюється від 20 до 50 км. Переважаючі висоти складають 900—1200 м, максимальна — 1325 м. Хребет складений переважно породами пізньопалеозойських формацій. Переважає середньогірський рельєф зі значним ступенем горизонтального і вертикального розчленування. Схили в основному круті, особливо в річкових долинах. У вершинній частині збереглися фрагменти початкової поверхні вирівнювання. Основні типи ландшафту — гірська тайга і гірський лісостеп.

## Топографічні карти
- Аркуш карти M-50-VI Бол. Зерентуй. Масштаб: 1 : 200 000. (рос.) Зазначити дату випуску/стану місцевості.
- Аркуш карти M-50-V Газимурский Завод. Масштаб: 1 : 200 000. (рос.) Зазначити дату випуску/стану місцевості.
- Аркуш карти M-50-XI Калга. Масштаб: 1 : 200 000. (рос.) Зазначити дату випуску/стану місцевості.